# محمدحسن شمشیری
حاج محمدحسن شمشیری اصفهانی (زادهٔ ۱۲۷۳ خورشیدی در تهران _ درگذشت ١۲ مهر ۱۳۴۰ خورشیدی در تهران)، از بازاریان ثروتمند تهران و از برجسته‌ترین حامیان جبهه ملی بود، که کمک‌های مالی او به محمد مصدق در جریان نهضت ملی شدن صنعت نفت، نقش به‌سزایی در کامیابی این نهضت داشت.
او که به خاطر اهتمام در خرید اوراق قرضه در واقعهٔ چاپ اوراق قرضه ملی توسط دولت دکتر مصدق و تشویق دیگران به خرید این اوراق، با عنوان قهرمان قرضه ملی نیز معروف شد، به سبب پایداری در پشتیبانی از مصدق مدتی طعم زندان و تبعید را نیز چشید. او همچنین صاحب چلوکبابی معروف شمشیری در سبزه میدان تهران بود، که مرغوبیت غذای آن برای سال‌ها زبان‌زد خاص و عام بود و مشتریان بسیار داشت. نام این رستوران و بنیان‌گذار آن «حاجی شمشیری»، بارها به دلایل مختلف در تاریخ معاصر ایران پیش‌آمده‌است.

## سال‌های نخست زندگی
محمدحسن شمشیری(معروف به: حاج محمدحسن یا حاج حسن شمشیری یا حاجی شمشیری) در سال ۱۲۷۳ خورشیدی در کوچه باغ ایلچی که از کوچه باغهای قدیمی تهران بود، به دنیا آمد. پدرش «غلامحسین» نام داشت و جدّش «حاج کاظم شمشیرساز اصفهانی» از دیرباز در اصفهان به حرفهٔ شمشیرسازی اشتغال داشت، امّا بر اثر برخی مشکلات و اتفاقات از اصفهان به تهران کوچیده بود. پدربزرگ او در تهران به شغل قهوه‌خانه‌داری روی آورد. هم‌او در زمان مشروطیت جزو سران صنف قهوه‌چی بود، چهره او (پدربزرگ شمشیری) در عکسی از قهوه‌خانه‌دارانی که در هنگام انقلاب مشروطه در سفارت انگلیستان متحصن شده بودند، دیده می‌شود.
پدر محمدحسن هنگامی که او پنج ساله بود، درگذشت. شمشیری مدتی با پدربزرگ خود زندگی می‌کرد و سپس در قهوه‌خانهٔ «حاج اسماعیل کریم‌آبادی»، که یک قهوه‌چی اهل سیاست بود، در خیابان بوذرجمهری «شاگرد قهوه‌چی» بود. پس از درگذشت «حاج اسماعیل کریم‌آبادی»، شمشیری با بیست تومان پس‌انداز ش و با یاری برخی از آشنایانش، قهوه‌خانهٔ کوچکی در بازار بزازها، جلوی خانِ مدرسه عبدالله خان باز کرد و به کار مشغول شد.
در ایام جنگ جهانی اول و قحطی سال ۱۲۹۷، روزگار شمشیری نیز بسیار پریشان بود. نخست گرفتار قرض‌های سنگین شد، چندان که دکان کوچکش به گرو رفت و بسته شد. پس از آن خودش نیز به مالاریا دچار و خانه‌نشین شد. در این وضع یکی از دوستان جوانمرد او، حاج محمدحسین صالحی، از وضع او آگاه شد و سی تومان به او قرض داد. با همین مبلغ شمشیری توانست با کار بسیار و پشتکار، سر و سامانی به اوضاع ش بدهد و قهوه‌خانهٔ بزرگ‌تری، این بار در جلوی خانِ مسجد شاه دایر کند. او شب‌ها در این قهوه‌خانه می‌خوابید، تا سحرگاهان بتواند آن را آمادهٔ پذیرائی از مشتریان کند. رفته‌رفته کار شمشیری گرفت و نه تنها از تنگ‌دستی رست، که به لحاظ مالی به وضعیت باثباتی رسید.

## ثروتمند شدن و آوازه یافتن او
در فاصلهٔ سال‌های ۱۳۱۵ تا ۱۳۲۰ خورشیدی، شمشیری دست به کار تازه و بدیعی زد. او بخش‌هایی از املاک موقوفه در تهران و حومه ش را اجاره کرد. به سبب حسن ادارهٔ این موقوفات ده تا بیست برابر بر اجاره‌بهای آن‌ها افزوده شد. شمشیری نیز با همین ابتکار و از طریق درست‌کاری و خوش‌رفتاری با مردم و حسن ادارهٔ موقوفات به منافعی رسید. سپس او یخچال‌های وقفی را در اختیار گرفت و از طریق انجام امور مربوط به چند یخچال، فوت و فن این کار را نیز به خوبی آموخت. با توجه به عزمش برای تأسیس رستوران، از این زمان شغل یخچال‌داری را ضمیمهٔ مشاغل خویش کرد.
شمشیری در حوالی سال ۱۳۲۰ خورشیدی در ضلع جنوب شرقی سبزه میدان سالنی اجاره کرد و با تأسیس یک مغازهٔ نسبتاً بزرگ چلوکبابی، شغل خود را از قهوه‌خانه‌داری به چلوکبابی تبدیل کرد. دیری نپایید که بر اثر نظافت و مرغوبیت چلوکبابی که شمشیری به مردم می‌داد، مغازهٔ او در سراسر تهران شهرت پیدا کرد و مشتریان فراوانی یافت. چندان که نه فقط طبقات مختلف مردم، که بسیاری از رجال و شخصیت‌های ایرانی و خارجی به زودی مشتریان همیشگی او شدند و به‌طور دائم به سالن شمشیری می‌آمدند.
در واقع آشنایان برنج‌کار شمشیری از گیلان، برنج دُم سیاه درجهٔ یک و دامداران دوست او از ملایر و همدان گوشت کبابی اعلا و مرغوب را با وانت یخچال دار، منظماً به چلوکبابی وی واقع در سبزه میدان می‌رساندند و تهیهٔ چلوکباب بسیار مطبوع با نهایت دقت و سلیقه از این محصولات و رضایت کارکنان و مشتریان چلوکبابی، نهایتاً چلوکبابی شمشیری را در تهران بی‌نظیر و بی‌رقیب ساخت، طوری‌که هر ظهر و شام علی‌رغم سالن بزرگ این رستوران، مشتریان بسیاری ناگزیر بودند برای خوردن چلوکباب مدتی به انتظار بایستند.

## ورود به دنیای سیاست
گفته شد که شمشیری در نوجوانی خود، به عنوان «شاگرد قهوه چی» در قهوه خانهٔ «اسماعیل کریم آبادی» که یک قهوه‌خانه‌دار دلبستهٔ امور سیاسی بود، کار می‌کرد. شمشیری در اواخر دههٔ بیست، هنگامی که محمد مصدق نمایندهٔ مجلس شورای ملی بود و با نطق‌های شورانگیز خود توجه بسیاری از مردم را به خود جلب کرده بود، به تقلید از «کریم آبادی» وارد جهان سیاست شد و سرتاپا شیفتهٔ مصدق و عقاید او گردید.
در سال ۱۳۲۸ خورشیدی و در جریان انتخابات دورهٔ شانزدهم مجلس شورای ملی، شمشیری با تلاش و پیگیری فراوان، تقریباً تمامی بازاریان تهران را تشویق نمود تا به نامزدهای جبهه ملی، از جمله مظفر بقایی، حسین مکی و دیگرانی که در آن زمان هنوز یاران درجهٔ اول مصدق بودند، رأی بدهند و در این کار ایمان و اعتقاد کامل خود را نسبت به مصدق نشان داد و ثابت کرد.
هنگامی که دکتر مصدق به نخست وزیری ایران رسید، بازاریان هر تقاضایی داشتند از طریق «حاجی شمشیری» به نخست وزیر اطلاع می‌دادند و متقابلاً خواسته‌های مصدق از بازاریان توسط شمشیری به آنان اطلاع داده می‌شد.
اما جالب اینجاست که در سرتاسر دوران زمامداری دکتر مصدق، حاجی شمشیری حتی یک تقاضای نامشروع هم به دفتر نخست وزیری تسلیم نکرد و برای خودش هم هیچ تقاضایی نداشت. در عوض چون دکتر مصدق به شمشیری دستور داده بود که به بعضی از احزاب ملی، کمک مالی بکند، وی به‌طور مداوم از بازاریان طرفدار نهضت ملی، از جمله محمود مانیان (معروف به:محمود مانیان)، حسن قاسمیه، ابراهیم کریم آبادی، احمد حاج حریری، نوروزعلی لباسچی، محمدحسین راسخ افشار و... وجوهی می‌گرفت و به احزاب حامی جبهه ملی می‌پرداخت.
کمک‌های «حاجی شمشیری» به حدی برای نهضت ملی حیاتی بود که در خرداد ماه ۱۳۳۰ و در میان اسناد خانه سدان که از خانهٔ این مأمور شرکت نفت انگلیس به‌دست آمده و حاوی برخی تلاش‌های بیگانگان برای ضربه زدن به نهضت ملی بودند، اسنادی هم در مورد شمشیری به‌دست آمد. به عنوان نمونه در یکی از این اسناد آمده بود:
«تاکنون هرگونه اقدامی که برای جلوگیری از کمک شمشیری به ملی شدن صنعت نفت و جبهه ملی به عمل آمده، نتیجه نداده و او برای یاری رساندن به مصدق و یارانش همواره راسخ است.»

## خرید اوراق قرضه ملی
در پائیز ۱۳۳۰، هنگامی‌که دکتر مصدق اقدام به انتشار اوراق قرضه ملی در راستای اهداف نهضت ملی نمود، «حاج محمدحسن شمشیری» بزرگترین و عمده‌ترین خریدار این اوراق بود. طوری‌که مبلغ دویست هزارتومان برای خرید قرضه ملی پرداخت و همچنین سیصد هزار تومان دیگر در اختیار بانک بیمه گذاشت تا بدون بهره، به فقرا و مستمندان بپردازد.
این اقدامات حاجی شمشیری در حالی بود که حزب توده خرید اوراق قرضه ملی را تحریم کرده بود و سایر مخالفان و منتقدان دکتر مصدق، با بهره از فرصتی که آزادی مطبوعات در عصر مصدق در اختیار آن‌ها قرار داده بود، تبلیغات گسترده‌ای را علیه خرید این اوراق به راه انداخته بودند و اکثریت قریب به اتفاق ثروتمندان و متمولین ایران نیز در خرید اوراق مزبور بی‌میلی نشان می‌دادند.
اقدامات حاج شمشیری در این راستا سبب گردید که بعدها، بسیاری از او با عنوان «قهرمان قرضهٔ ملی» یاد کنند.
حمایت شمشیری از دولت ملی مصدق و پایداری او در وفاداری به وی، حتی باعث شد که در زمان بروز اختلاف میان دکتر مصدق و آیت‌الله کاشانی، شمشیری جانب مصدق را بگیرد، و در برابر روحانی مورد علاقه خود، کاشانی موضع‌گیری کند، موضع‌گیری که او را شهرهٔ عام و خاص کرد.

## بعد از کودتای ۲۸ مرداد
به دنبال کودتای ۲۸ مرداد و سقوط دولت دکتر مصدق، «حاجی شمشیری» نیز به جرم پایمردی در حمایت و طرفداری از دکتر مصدق زندانی و مدتی بعد محاکمه گردید.
در جریان محاکمهٔ «حاج شمشیری»، وی دفاع کوتاهی از خود کرد که یک جملهٔ آن، این بود:
«... من با تمام وجود، عاشق این مردِ بزرگ و وطن پرست و مردم دوست هستم و جان و مالم فدای یک تار موی مصدق است...»
او نه فقط در جریان دادگاه، بلکه تا وقتی که زنده بود، در این عقیدهٔ خویش راسخ و پا بر جای ماند. پس از محاکمه وی را به همراه جمعی دیگر از حامیان نهضت ملی، به جزیرهٔ خارک تبعید کردند.
عزم و ارادهٔ راسخ و تلاش و پشتکار بی‌وقفهٔ او، حتی در تبعیدگاه گرم و سوزان خارک نیز خود را نشان داد. شمشیری با زحمت زیاد در جزیرهٔ خارک یک مزرعهٔ سبزیکاری احداث کرد و با پیگیری زیاد توانست چند رأس گاو شیرده به آنجا بیاورد، طوری‌که بدینوسیله در محیط اطراف زندانیان تبعیدی، تنوع و صفایی ایجاد شد و زندانیان به همت شمشیری توانستند هر صبح با صبحانهٔ خود شیر بنوشند و...
همچنین حضور شمشیری در تبعیدگاه خارک باعث شده بود که دوستان و مریدان او، هفته‌ای چند بار انواع مایحتاج زندانیان اعم از خوراک و پوشاک و... را از راه‌های مختلف به جزیرهٔ خارک بیاورند. به گونه‌ای که پس از چندی وضع تبعیدی‌های خارک به کلی تغییر کرد و شکل انسانی‌تری به خود گرفت.
شخصیت خاص و دوست داشتنی شمشیری در این دوران، حتی سبب گردید که افسر شهربانی که شمشیری و برخی دیگر از تبعیدیان را به خارک انتقال داده بود، پس از مدتی آنچنان مجذوب وی شود که به صورت یکی از ارادتمندان او درآمده و دستوراتش را مو به مو اجرا نماید و کمک‌های گوناگونی به او و سایر زندانیان بکند.
شمشیری پس از هفت ماه از زندان جزیره خارک آزاد شد و به تهران بازگشت.

## احداث موقوفهٔ بیمارستان نجمیه
پس از بازگشت شمشیری از تبعیدگاه، و در زمانی که فضل‌الله زاهدی نخست وزیر بود، شمشیری که معتقد بود پس از رفتن دکتر مصدق، بازار غارت بیت‌المال و رشوه و فساد و ارتشا رونق پیدا کرده‌است، تصمیم گرفت سیصدهزار تومانی را که در دوران زمامداری مصدق به بانک بیمه پرداخته بود، از این بانک پس بگیرد.
گرچه بانک اشکالات و بهانه‌های فراوانی را برای پس ندادن پول مطرح کرد، اما سرانجام شمشیری موفق به بازپس‌گیری سیصد هزار تومان خود شد. وی بخشی از این مبلغ را صرف بازسازی و افتتاح مجدد چلوکبابی خود در ابتدای ورودی بازار تهران (سبزه میدان) نمود و بقیهٔ آن را برای ساختن ساختمان جدیدی در قسمت شمالی بیمارستان نجمیه که از موقوفات خانم نجم السلطنه، مادر دکتر مصدق بود، خرج کرد.
نقشهٔ این ساختمان توسط مهندس کاظم حسیبی و مهندس احمد زیرک‌زاده که هر دو از اعضای جبهه ملی بودند، تهیه و با تأمین هزینه‌های ساخت توسط حاج شمشیری اجرا و ساخته گردید.
شمشیری پس از احداث این ساختمان، آن را وقف بیمارستان نجمیه نمود و تولیت آن را نیز به دکتر مصدق و اکبر اولاد ذکور او نسل بعد از نسل سپرد.
این ساختمان که هنوز هم در تهران (خیابان حافظ، بعد از تقاطع خیابان جمهوری اسلامی، نرسیده به چهارراه عزیزخان) باقی است، در همان بیمارستانی است که در اوایل انقلاب ایران (۱۳۵۷) تصرف گردید و پلاکی که روی آن نوشته شده بود: «بیمارستان نجمیه، موقوفهٔ خانم نجم السلطنه» از دیوار آن برداشته شد. هرچند پس از چند سال و در اثر اقداماتی که از سوی دکتر محمود مصدق، نوه دکتر مصدق و متولی بیمارستان به عمل آمد، این پلاک دوباره پیدا شد، اما نهایتاً موقوفه شمشیری سرنوشتی دیگر یافت.

## عاقبت کار و درگذشت

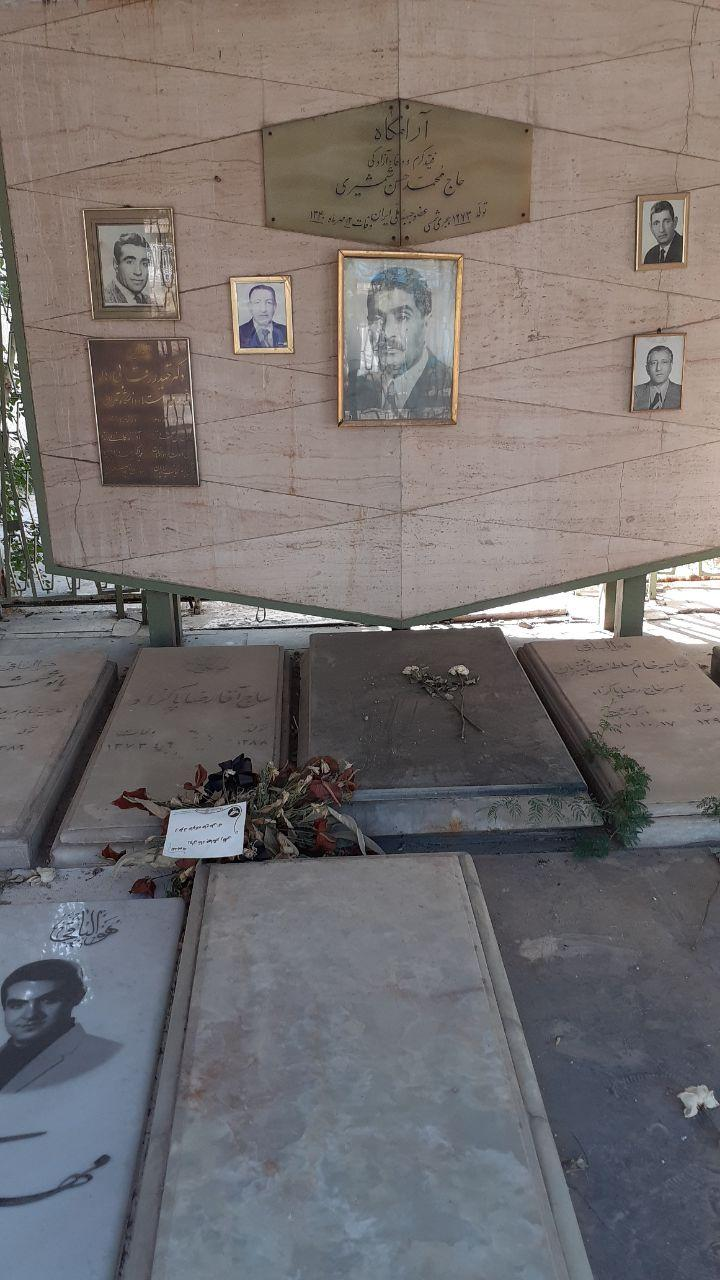
مزار محمدحسن شمشیری در گورستان ابن بابویه شهرری

حاج محمد حسن شمشیری تا آخرین ماه‌های عمر خود، وفاداریش نسبت به دکتر مصدق و یاران او را حفظ نمود. از جمله وقتی که در فروردین ماه ۱۳۴۰، سید محمود نریمان، مرد پاکباخته و یار وفادار دکتر مصدق بر اثر سکته قلبی درگذشت، شمشیری نه فقط هزینهٔ مجلس ترحیم و کفن و دفن او را پرداخت، بلکه به خرج خود مقبرهٔ زیبایی برای نریمان در گورستان قلهک تهران احداث کرد. دلیل این اقدام این بود که سید محمود نریمان که تا آخرین لحظات در روز ۲۸ مرداد با دکتر مصدق مانده بود و چندین ماه هم به جرم هواداری از مصدق در زندان لشکر ۲ زرهی زندانی شده بود، با وجود یک عمر سابقهٔ مناصب مهم و وزارت و وکالت مجلس، تا پایان عمر خویش حتی یک خانهٔ محقر هم نداشت و در خیابان آذربایجان در یک منزل استیجاری زندگی می‌کرد.
تنها چند ماه بعد از مرگ نریمان، یعنی در ۱۲ مهر سال ۱۳۴۰ و در زمان حکومت دکتر علی امینی، خود حاج شمشیری نیز بر اثر عارضه سکته قلبی درگذشت و بازماندگان نهضت ملی را سوگوار نمود.
جهت سوگواری وی، دکتر مصدق به عنوان تولیت موقوفهٔ حاج محمدحسن شمشیری، مجلس ختمی در مسجد مجد تهران برگزار کرد و طی نخستین دست نوشتهٔ عمومی خود پس از ۲۸ مرداد، مردم را برای شرکت در این مجلس دعوت نمود. همچنین هیئت اجرائیهٔ جبهه ملی ایران نیز، در مسجد ارگ، مجلس ختمی برای شمشیری برگزار کرد. در مراسم تشییع جنازهٔ او و قبل از مراسم ختم، هنگامی که اوراق اعلان مجلس ختمش، که با دست نوشته‌ای از دکتر مصدق و امضای او همراه بود، در بین مردم توزیع و پخش می‌شد، ناگهان پلیس حمله کرد و با کوبیدن باتوم به سر و روی مردم و دستبند زدن به جوانان و دانشجویان، آنان را به کلانتری برد و مورد تحقیر و ضرب و شتم قرار داد. دکتر احمد سلامتیان که خود در آن زمان از اعضای جوان جبهه ملی و مسئول تکثیر و توزیع دست نوشتهٔ مصدق در مجلس ختم شمشیری بوده و در وقایع آن روز، مورد ضرب و شتم قرار گرفته و بازداشت شده‌است، در سایت ملی-مذهبی، دربارهٔ وقایع این روز مقاله‌ای دارد، که جالب توجه‌است.
اما به رغم این‌گونه فشارها و تهدیدها، در مراسم هفتم حاج شمشیری، عدهٔ زیادی حاضر شدند و دکتر غلامحسین صدیقی که از برجسته‌ترین اعضای بازماندهٔ جبهه ملی بود، بر مزار شمشیری واقع در گورستان ابن بابویه سخنرانی پرشور و تاریخی ایراد نمود و از این مرد آزاده و میهن دوست تجلیل کرد.

### سخنرانی دکتر صدیقی بر مزار او
دکتر غلامحسین صدیقی تنها بر مزار دو تن از ایران دوستان و چهره‌های برجسته، برای حق‌شناسی از فداکاری‌های آنان سخن رانده‌است، که از این دو یکی محمد حسن شمشیری و دیگری غلامرضا تختی قهرمان و مبارز ملی می‌باشند. گفتنی است که تختی هم، همچون شمشیری در گورستان ابن بابویه به خاک سپرده شده و آرامگاه جمعی دیگر از چهره‌های بزرگ ملی، همچون دکتر حسین فاطمی، علی اکبر دهخدا، میرزاده عشقی، سید اشرف الدین گیلانی (نسیم شمال)، دکتر امیراعلم و... و همین‌طور هنرمندانی چون حسین بهزاد (مینیاتوریست)، هادی اسلامی (بازیگر) و... هم در همان‌جا و در نزدیکی مقبرهٔ شمشیری است.
از جمله «دکتر صدیقی» بر مزار شمشیری چنین گفته‌است:
.... «شمشیری» در زندگی سیاسی خود، مردی آزادیخواه و پیرو سنت رجال صدر مشروطیت بود. وی خود می‌گفت: «... روزی برای تماشا به مجلس شورای ملی رفتم، دکتر محمد مصدق را دیدم و از حرفهایش خوشم آمد. از آن پس به او علا قمند شدم و چون خوب امتحان داد او را دوست می‌دارم و در راه او حاضر به فداکاری و جانبازی هستم.» ... شمشیری به ارزش شخصی انسان توجه داشت و با استبداد و خودکامگی مبارزه می‌کرد. دوست آزادیخواهان و اصلاح طلبان بود، نه انسانی را خوار و خفیف می‌شمرد و نه در برابر نامردان ذلیل و پست می‌شد. او به خوبی حس کرده بود که کشوری که در آن ارزش آدمی پایمال شود و ظلم و خودخواهی و درنده خوئی به جای فضائل اجتماعی در آید محکوم به زوال است. او به حد عشق به میهن خود مهر می‌ورزید... او در روزهای آخر عمر خویش به یکی از دوستانش گفته بود: «آرزو دارم یک روز آزادی واقعی ملت ایران را ببینم و آن گاه بمیرم...»

این سخن کسی است که برای آزادی ملت، چند بار به زندان و تبعید گرفتار شد، و آزارها دید و محنت‌ها کشید و با این همه تا پایان عمر خویش، به کمال مطلوب و مقدس خود وفادار ماند. روان پرفتوحش شاد باد.

## رفتار و ویژگی‌ها
شمشیری مردی بسیاری پرکار بود و با سستی و تنبلی میانه نداشت. به رغم بیسوادی، هوشی عجیب داشت و مردی به تمام معنا خودساخته و آزاده و آزادمنش و راستگو بود. یکی از رموز موفقیت «حاجی شمشیری» حسن خلق و خوشرفتاری او با طبقات مختلف مردم بود و چون از فقر و فاقه به ثروت بسیار رسیده بود، هرگز طبقات محروم و مردم فقیر جامعه را نیز فراموش نمی‌کرد. علاوه بر این رفتار او با زیردستان و کارکنان خودش نیز بسیار خوب بود، طوری‌که برای کارکنان خود خانه خریده و دستمزد خوبی به آن‌ها می‌پرداخت. در نتیجهٔ این رفتارها، کارکنان او نیز از جان و دل برایش کار می‌کردند و حافظ منافع و مطیع دستورهای او بودند.
شمشیری حتی در میان هم‌صنفان خودش و همین‌طور در میان سایر کسبهٔ بازار تهران محبوب بود و به امانت‌داری و انصاف آوازه داشت. در این مورد نقل می‌کنند که پس از شهریور۱۳۲۰ و در سال‌های نخست دههٔ بیست، روزی برحسب اتفاق یک قطعه باغ و یخچال مناسب در اکبرآباد دولاب برای خرید پیدا کرد و برای پرداخت بهای آن نیاز به سیصد هزار تومان پول نقد [که در آن زمان مبلغ کلانی محسوب می‌شد] داشت. بدین دلیل او، دو نفر از کارکنان چلوکبابی خویش را نزد هم چراغ‌ها یا همسایگان چلوکبابی خود در بازار و سبزه میدان فرستاد و عجیب این که علی‌رغم اشغال ایران در آن زمان و شرایط جنگ و قحطی و با این که این مبلغ بسیار گزاف به شمار می‌آمد، دو نفر از کارکنان او، تنها ظرف دو ساعت سیصد هزار تومان را به صورت نقد از همسایگان گرفتند و نزد حاجی شمشیری آوردند و او این مبلغ را در همان روز به فروشندهٔ باغ و یخچال پرداخت.
شمشیری با اعضای خانواده و به ویژه با همسرش، که در سال‌های تنگدستی با او همراهی کرده بود، بسیار مهربان بود. از جمله هنگامی که درآمدش از چلوکبابی بیش‌تر شد، خانهٔ سابقش را فروخت و خانه‌ای بزرگ و زیبا در خیابان پاستور تهران به نام همسرش خرید و با گلکاری و کاشتن درختان زیبا، صفای زیادی به این خانه بخشید.